# Namještaj
Namještaj ili pokućstvo označava predmete koji su namijenjeni prvenstveno korištenju u zatvorenim ili vrtnim/vanjskim prostorima, kao što su: stanovi, trgovine, uredi i drugo. To je skupni naziv za objekte (mogu biti stalni ili fiksni) koji podržavaju ljudsko tijelo (namještaj za sjedenje, ležanje i odlaganje stvari), omogućuju smještaj predmeta, i drže objekte na horizontalnoj površini iznad poda (ormar s policama, police, viseći ormarići). Pojam je u suprotnosti s nepokretnim stvarima (nekretninama).
Namještaj je kombinacija elemenata koji pomažu oblikovati funkcionalne i/ili kreativne elemente prostorija, a nisu dio strukture zgrade, ali u rijetkim slučajevima mogu biti (ili dio interijera).
Za razliku od umjetničkih predmeta, najvažniji značaj namještaja leži u njegovoj korisnosti i upotrebljivosti.
U namještaj spadaju primjerice:
- stolac
- stol
- krevet
- ormar
- polica
- dvosjed/trosjed/četvrosjed

Konstrukcija namještaja najčešće se izrađuje od drva, ali i od plastike i metala.
Postoji antikni namještaj koji je češće skuplji od modernog.